# Бучинська Наталія Любомирівна
Ната́лія Любоми́рівна Бучи́нська (нар. 28 квітня 1977, Львів) — українська естрадна співачка, режисер, юрист, громадсько-політична діячка. Заслужена артистка України(1999), Народна артистка України (2004)

## Життєпис
Батько Наталки працював стоматологом, а мати — товарознавцем, вони полюбляли співати, що відіграло значну роль у виборі майбутньої професії. Першими слухачами її співу були гості батьків, її друзі та знайомі.
Коли дівчині виповнилося п'ять років, сім'я переїжджає жити в Тернопіль. У школі брала участь у шкільному хорі. Маючи триразові репетиції щотижня, вона аж до 11-го класу залишалася незмінною учасницею художнього колективу, разом з яким виступала на сцені Тернопільського будинку культури «Березіль». Закінчила Тернопільську гімназію імені Івана Франка та музичну школу.

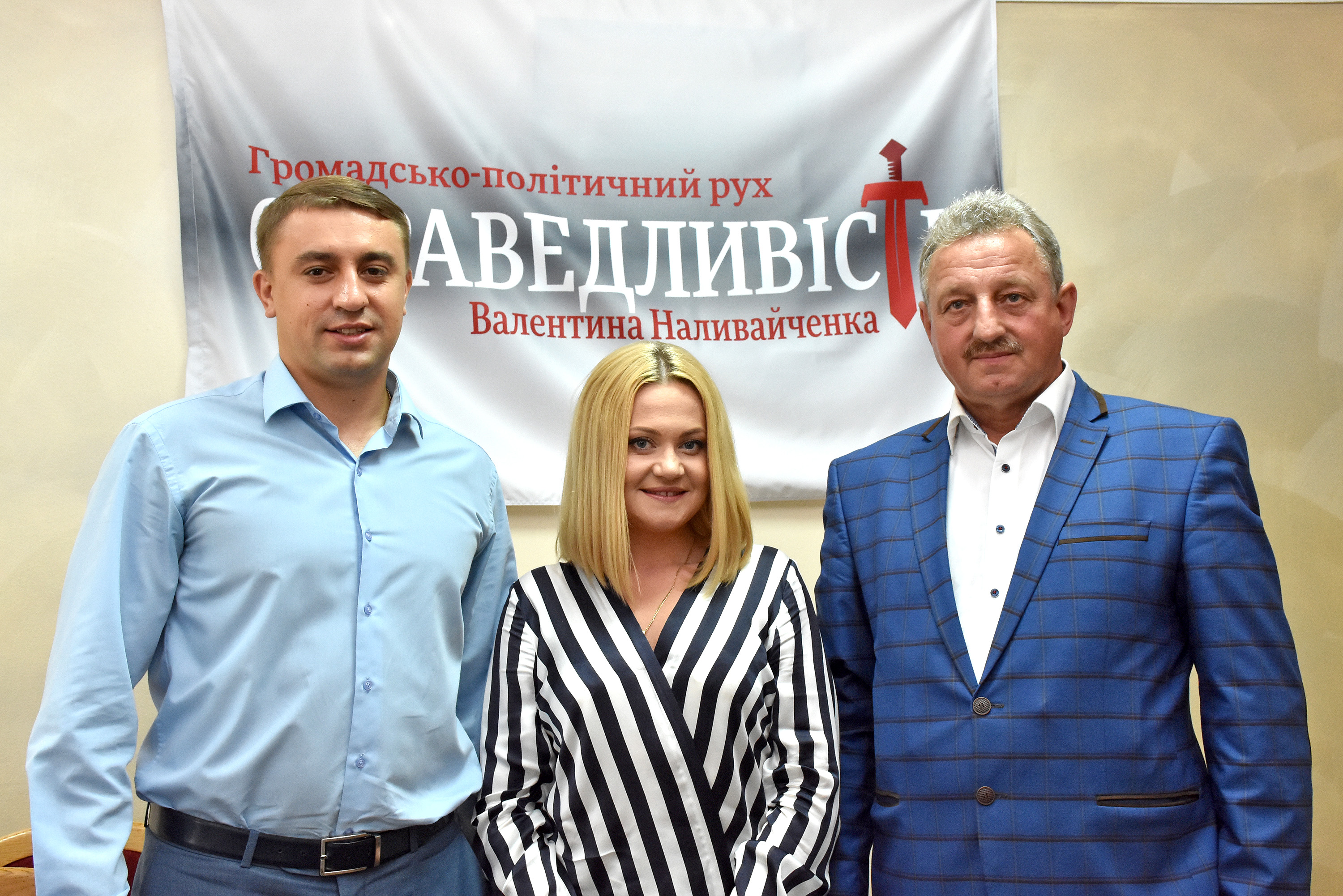
Радник Валентина Наливайченка Руслан Колєсніков, Наталія Бучинська і голова Тернопільської обласної регіональної парторганізації «Справедливості» Петро Мандзій

Згодом вступає до Тернопільської академії народного господарства (нині — національний економічний університет) на спеціальність «ревізія та контроль». У 2005 році закінчила Київський університет культури мистецтв за напрямком «режисура».
У 2001 році вийшла заміж за військовослужбовця Олександра Якушева, у 2002-у народила дочку Катерину.
Як солістці ансамблю Наталії присвоєно спеціальне звання прапорщика внутрішньої служби, вона склала присягу на вірність народові України, а 2004 р. закінчила Київську академію внутрішніх справ у званні майора міліції.
Член політради партії Валентина Наливайченка «Справедливість», радник голови партії з питань культури і духовності.

## Творчість
Уже з першого курсу навчання у виші Наталія бере участь у пісенних конкурсах та фестивалях. У 1995 р. здобуває свою першу перемогу в конкурсі «Міс академія». 18 лютого 1995 перемагає у фестивалі «Червона рута».
Юна співачка бере участь у фестивалях «Молода Галичина», «Співаночка-джазочка» (Новояворівськ), «Пісня буде поміж нас» (Трускавець), «Мелодія», «На хвилях Світязя», «Перлини сезону», «Доля», та стає лауреатом конкурсу «Пісня року» (1995—1998).
У 1998 році — приїжджає до Києва на запрошення Державного ансамблю пісні і танцю Міністерства внутрішніх справ України, проходить прослуховування і стає солісткою. Саме тоді й зустрічає свого майбутнього директора Леоніда Радченка, який став не тільки її творчим наставником, а й другом по життю. Того ж року її пісня «Послухай, шелестять дощі…» стала «Піснею року».
Брала участь у «Пісенному вернісажі» (1998—2002), їздила з великою концертною програмою в Косово.
Наталія Бучинська стала наймолодшою народною артисткою України. Вона дала понад 800 концертів. У її репертуарі понад 160 пісень. Співачка виконує пісні українською, російською, вірменською, англійською та французькою мовами. Авторами пісень є, зокрема, Ніколо Петраш, Юрій Рибчинський, Руслан Квінта, Володимир Матецький, Любаша та інші. До речі, спеціально для нового альбому Любаша вперше написала українську пісню «Крила».

## Відзнаки і нагороди
- Перемога в конкурсі імені Клавдії Шульженко з піснею «Калінушка».
- Гран-Прі Президента України та звання заслуженої артистки України (1999)[1].
- Звання народної артистки України (2004)[3].
- Орден Святої великомучениці Варвари за благодійну діяльність.
- Лауреат Всеукраїнської премії «Жінка III тисячоліття» в номінації «Рейтинг» (2008).
- Найкраща співачка телерадіофестивалю «Прем'єра пісні — 2010».
- Багаторазова дипломантка музичної премії Шлягер року.

## Дискографія
- «Про те, чого не вимовиш словами…»
- «Дівчина — весна» — 2004 рік.
- «Душа» — 2008 рік.

## Відеографія
- «Прости-прощай»
- «Моя Україна» (2003)
- «Перемога» (2004)
- «Дівчина-весна» (2004)
- «Грішна любов» (2005)
- «Первая любовь» [Архівовано 8 травня 2021 у Wayback Machine.] (2006)
- «Душа» (2007)
- «Просто» (2008)
- «Лучшая подруга» (2011)
- «Последняя любовь» (2012)
- «Все для тебе» (2013)
- «Налейте шампанского» (2013)
- «Я устала» (2015)

## Сингл
- Наталия Бучинская и Геннадий Витер. «Без тебя» [Архівовано 24 вересня 2016 у Wayback Machine.] // iTunes.

### Офіційні соціальні мережі
- Офіційний сайт
- Бучинська Наталія Любомирівна у соцмережі «Facebook»
- Наталія Бучинська [Архівовано 13 вересня 2016 у Wayback Machine.] // SoundCloud.
- Наталія Бучинська [Архівовано 24 вересня 2016 у Wayback Machine.] // iTunes.
- Наталія Бучинська [Архівовано 18 травня 2017 у Wayback Machine.] // Instagram.
- Бучинська Наталія Любомирівна у соціальній мережі «ВКонтакті»
- Наталія Бучинська [Архівовано 8 травня 2021 у Wayback Machine.] // YouTube.

### Інші посилання
- Наталія Бучинська [Архівовано 21 травня 2016 у Wayback Machine.] // Українські пісні.
- Наталия Бучинская: майор, певица и непросто красавица [Архівовано 1 липня 2016 у Wayback Machine.] // Комсомольская правда в Украине. — 2015. — 28 апреля. (рос.)
- Наталия Бучинская отмечает 38-летие: семейный фотоальбом певицы [Архівовано 30 червня 2016 у Wayback Machine.] // Viva! — 2015. — 28 апреля. (рос.)
- Наталія Бучинська: я — громадянка України, живу тут і не маю ні права, ні бажання вчинити інакше [Архівовано 16 червня 2016 у Wayback Machine.] // Главред. — 2015. — 11 листопада.
- Наталія Бучинська заперечила свою участь у Антимайдані [Архівовано 25 квітня 2016 у Wayback Machine.] // Gazeta.ua. — 2016. — 23 квітня.
- Про Наталію Бучинську англійською на сайті celebrity-birthdays.com